# Nadleśnictwo Kwidzyn
Nadleśnictwo Kwidzyn – położone jest w województwie pomorskim na terenie 14 gmin, wchodzących w skład powiatów: sztumskiego, kwidzyńskiego i malborskiego. Nadzoruje obszar 144308 ha.
Obejmuje powierzchnię 26071 ha, z czego lasy zajmują 24987 ha. Nadleśnictwo w obecnych granicach utworzone zostało w latach 1972-73 z połączenia 3 nadleśnictw: Ryjewo, Ośno i Kwidzyn. Obszar lasów nadleśnictwa rozciąga się na 48 km w linii prostej z północy na południe (Malbork-Gardeja) i 30 km ze wschodu na zachód (Dzierzgoń-Biała Góra). Podzielone jest na 18 leśnictw, działające w 3 obrębach leśnych.
Podstawowym gatunkiem lasotwórczym jest sosna pokrywająca ponad 70% powierzchni leśnej. Duże znaczenie gospodarcze ma także buk, brzoza i dąb. Dominującymi siedliskami leśnymi są LMśw, Lśw, BMśw. Położenie na styku wpływów klimatu atlantyckiego i kontynentalnego powoduje dużą zmienność pogody.